# Radio Nacional del Perú
Radio Nacional del Perú (estilizada simplemente como nacional) es la cadena de radio pública del Perú, lanzada al aire el 30 de enero de 1937. Posee programación con enfoque político (anteriormente cultural), matizada de noticias, miscelánea y deportes. Pertenece al Instituto Nacional de Radio y Televisión del Perú, la empresa pública peruana de medios de comunicación.

## Historia

### Antecedentes

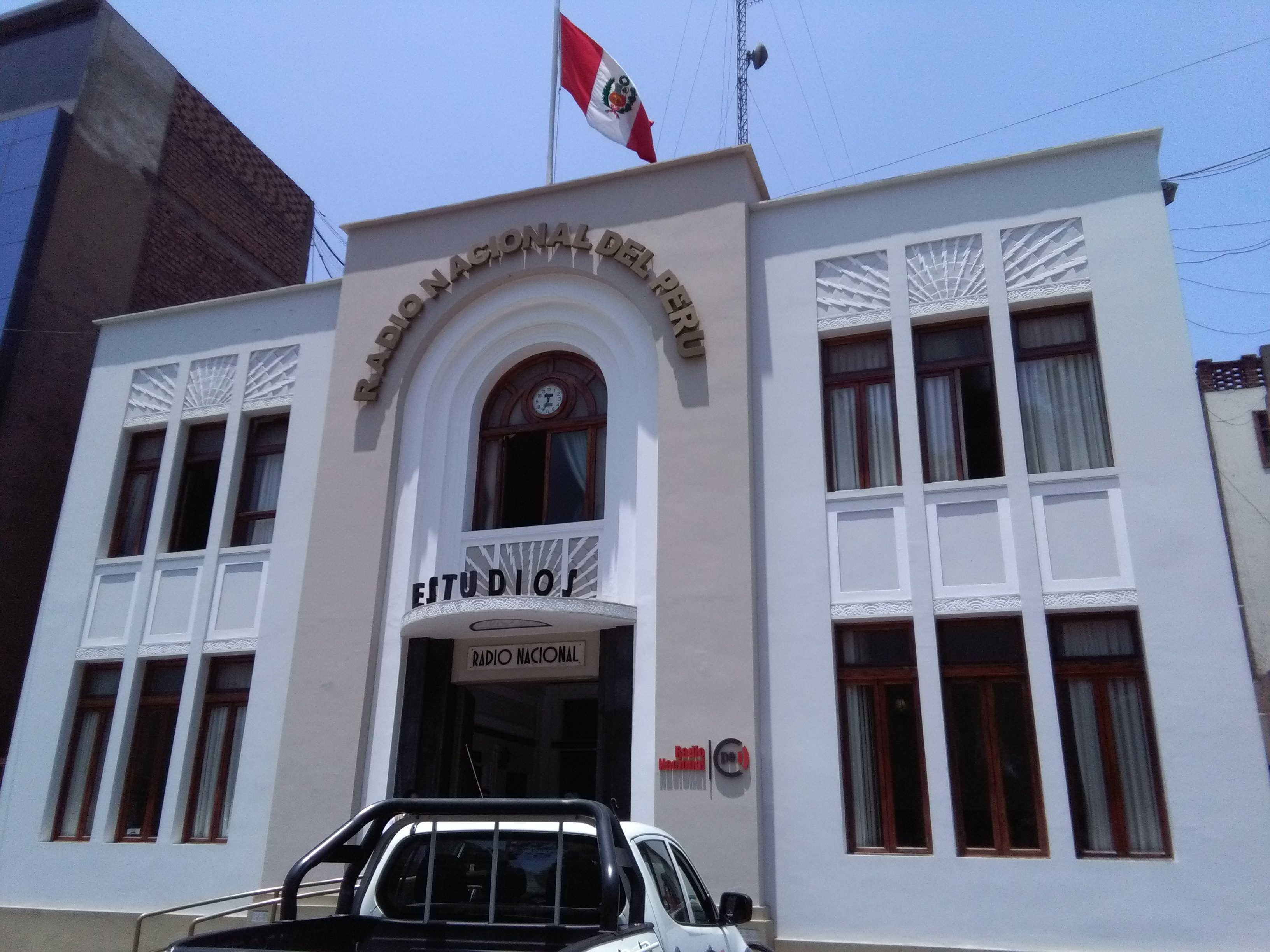
Fachada de Radio Nacional.

El desempeño oficial de la OAX estaba asociado a la venta de radioreceptores Marconi. Transmitía de 9 a 11 p. m. programas de lecturas, arias de ópera y recitales de música clásica a cargo de muchos aficionados. OAX-AM fue propiedad de la Peruvian Broadcasting Company, la misma organización comercial constituida en 1924 por César A. Coloma, Santiago Acuña entre otros socios. Esta construcción llevó el nombre de OAX, cuyo prefijo O fue asignado por la Asamblea Radiotelegráfica, y fue inaugurada de manera oficial por el presidente Augusto B. Leguía la mañana el 20 de junio de 1925, tras cinco días de prueba de emisión (entre el 15 y 19 de junio de 1925. Novedoso para los limeños, específicamente a la élite de esa ciudad, pero que aún difícilmente competían con los espectáculos nocturnos habituales de ese entonces. Su modelo se basó en suscripción.
Por limitaciones de la época, estaban todavía carentes de un formato profesional y solo se transmitió de monoaural. De hecho, debido a las dificultades en conseguir público por ese entonces, seguida de falta de instrucción en el uso de equipos en sus primeros años de adopción, pronto esta empresa entra en quiebra, siendo transferida inmediatamente al Estado Peruano por una resolución del 6 de septiembre de 1926. En la cual es nombrado como administrador Joaquín de Azambuja, quien por la indicación oficial asume la tarea de transmitir mensajes gubernamentales e informaciones sobre eventos de interés público.
Es reinaugurada con el nombre de «Radio Nacional del Perú» por el presidente Oscar R. Benavides el 30 de enero de 1937. Esta etapa iniciaría la masificación de la radiodifusión. Como detalle adicional, su señal se pudo escuchar fuera del país por onda corta en 1934, lo que estuvo planificado para escucharse en zonas andinas.

### Lanzamiento oficial

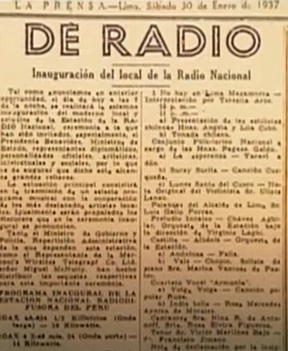
Noticia sobre la inauguración del local de Radio Nacional en 1937.

En 1937 se bautiza oficialmente como Radio Nacional del Perú OAX-4A, que es un indicativo de la radio y televisión peruana en la señal abierta. Su consabida programación, mayormente institucional, se transmitía primero desde el Palacio de Gobierno y el Congreso, en la Catedral, en la Universidad Nacional Mayor de San Marcos, la Universidad Católica, la Academia Nacional de Música, la Sociedad Entre Nous, deportes y también desde el desaparecido Hipódromo de Santa Beatriz.
El representante de la Marconi’s Wireless Telegraph Company, Miguel McNulty Goupil, inauguró la Radio Nacional del Perú, Estación Radiodifusora Oficial,  el 30 de enero de 1937, en el balneario de San Miguel, Lima. La estación, considerada la más poderosa de la costa occidental del Pacífico, se le dota totalmente con maquinaria inglesa, además de todo lo necesario para ofrecer programas diarios con la colaboración de prestigiosos elementos sociales y artísticos.
La apertura se realiza con notas del Himno Nacional, ejecutado por una orquesta compuesta por más de 30 profesores y dirigida por el director de la Filarmónica Nacional, el maestro Federico Gerdes, seguida por los discursos del presidente de la República, el General de División Óscar R. Benavides  y del representante general de la Marconi, Miguel McNulty, quien había asumido la gerencia general de la nueva Radio Nacional del Perú el 16 de enero de 1937, manteniendo su cargo en la Marconi. Cabe señalar que Marconi sugería como proveedora de la radio transmisora. Otros puestos dentro de la Radio Nacional estuvieron a cargo de Guillermo Lazarte como Director Comercial y Antonio Garland como Director Artístico.
Las dos plantas transmisoras se instalaron en el balneario de San Miguel, Lima: una para onda corta y otra para onda larga. Cada planta tuvo una potencia de 10 kW en la antena o sobre la onda portadora. Los transmisores construidos en Inglaterra fueron lo más moderno en la tecnología radioeléctrica.

### Primeros programas radiales
Radio Nacional estableció bloques divididos en «horas»: La hora literaria, La hora del hogar, La hora rotaria, entre otros. Uno de los más conocidos fue La hora del aficionado, programa de talentos donde se permitía actuar a solistas o conjuntos en diversos géneros. El espacio saltó a la fama y dio la oportunidad a César Miró, destacado presentador radial, literato y cineasta. Destacaron los locutores deportivos Juan Sedó y Benjamín Puente, y luego Augusto Ferrando desde el 23 de diciembre de 1934, encargado de las transmisiones de las carreras de caballos desde el Hipódromo de Santa Beatriz.
Con la renovada imagen de 1937, en el local que ocupa hasta la actualidad, comenzó la época de la radiodifusión masiva. Se produjo La Perricholi, la radionovela de 30 episodios de la escritora María Jesús Alvarado Rivera. También se produjo Charlas de gramática amena, un conocido programa dirigido por Felipe Sassone. Sassone criticaba a César Miró, quien le respondía desde el programa rival Charlas de geografía risueña, en Radio DUSA.
Manuel Prado, quien ocupó la presidencia entre 1939 y 1945, estableció un plan para potenciar la esencia cultural de la radio. En los años 1940 la emisora tuvo uno de los cinco transmisores más potentes del mundo, con capacidad para emitir a Europa. En 1945 su programación contó con 10 boletines informativos diarios.
Luego de la desaparición de la radio DUSA, Miró pasó a convertirse en director artístico de la emisora nacional de 1940, aprovechando los estudios radiales para transformarlos en auditorio, y contó el apoyo del director central Luis Aramburú. Se inicia así una importante época de programas en vivo. Entre 1940 y 1944, se realizaron más de 120 conciertos de la Orquesta Sinfónica Nacional, muchos de ellos fueron dirigidos por Teo Buchwald. El auditorio, junto a la cámara de sonido, permitió la grabación y posterior edición de actos musicales. Por decreto de los años 1940, se estableció la regla de que los nuevos artistas del extranjero deben realizar sus presentaciones en Radio Nacional.
También se extendió a nuevos talentos de la música folclórica con Yma Súmac y Florencio Coronado, e incluso talentos nuevos como el Conjunto Folclórico Peruano en 1942. Un caso notable es el espacio Takiyninchis de José M. Benigno Farfán que compitió con otras radios de la región andina. Por otro lado, se aprovechó de eventos concurso, que contó el sintonizado programa estelar de música criolla titulado Sábado peruano, dirigido por Alberto Martínez Gómez y presentado por David Odría. Irónicamente, el rechazo de los géneros populares como el vals en la clase alta permaneció hasta los años 1950.

### Siguientes años
En los siguientes años del siglo XX, Radio Nacional mantuvo al país informado sobre los principales sucesos nacionales e internacionales como el fin de la Segunda Guerra Mundial en 1945. Además del fallecimiento del Papa Juan XXIII, varias cumbres presidenciales, y todo aquello que forma parte de la moderna historia peruana. En 1941 por decreto gubernamental, todas radiodifusoras locales debieron entrar en cadena con Nacional. En 1942, el Coordinador de Asuntos Interamericanos colaboró con la radio para emitir en inglés Peru Calls You, acerca de la cultura andina del país; Peru Calls You se emitió en horario nocturno en la frecuencia de onda corta OAX-4Z, accesible desde Norte América.
Esta etapa se consagró con Fin de semana en el Perú, conducido por César Negreiros dentro del auditorio, con público en vivo y la participación de Las Limeñitas. Además, en 1959 se creó La universidad del aire, programa educativo con cátedras de docentes.
En 1957, fue nominado por la Asociación de Cronistas de Cine, Radio y Teatro del Perú como mejor radio en los premios Inka. En 1958 se estrenó la radionovela basada en el primer representante de la música criolla en el país, Felipe Pinglo.
En los años 1960 se estrenó El rincón del recuerdo, a partir del material de archivo de la música de los Estados Unidos y la de Latinoamérica. El formato fue muy solicitado, que se emitió todos los días bajo el nombre de Música de ayer y de siempre hasta 1982.
Entre 1975 y 1977, la estación emitió las producciones de Max Obregón Mikkelsen La juventud de hoy y Nosotros los jóvenes. Además, produjo en 1977 la radionovela Lucía Sierra, en simultáneo con 40 frecuencias a nivel nacional.
En 1982 Óscar Avilés y el director Guillermo Rosemberg realizaron el programa La hora de la tradición, en que se buscó un mayor acercamiento con figuras de la música criolla como canciones y facetas inéditas, además de personalidades que todavía estuvieron en el radar de las discografías.

#### Expansión de repetidoras
Desde inicios de la década de los cincuenta, la radio se extendió a un gran número de filiales y estaciones repetidoras en todo el país, posteriormente interconectadas y descentralizadas vía satélite. Para los años 1970 tenía siete transmisiones en el departamento de Lima y cuatro en provincia.
Para los años 1990, Nacional fue uno de los más distribuidos a nivel nacional con 25 repetidoras FM y compitió con las comerciales América y Panamericana. En 2007, se incrementó a 27. Además contó con más de 800 emisoras AM, que extiende a zonas no urbanas.

### Actualidad
Luego de transmitir fallecimiento del Papa Juan Pablo II en el año 2005, Radio Nacional se enfocó en una activa participación en el sostenimiento de las fronteras vivas nacionales, apoyando los esfuerzos del Estado peruano por cimentar la peruanidad en las lejanas y difíciles zonas de frontera. Esta emisora sirvió de gran nexo entre los familiares y los damnificados del terremoto de Pisco en 2007. En 2012 la dirección del noticiero estuvo a cargo de Alberto Ku King, exdirector de CPN Radio; además se inició la sección informativa de noticias en quechua con la intérprete Karina Benites, cinco años antes de la creación de Ñuqanchik. Debido a su recepción, la radió inauguró otros programas informativos como Jiwasanaka en idioma aimara y Ashiañane en idioma shipibo. También premió a compositores y periodistas latinoamericanos que aportaron la cultura peruana.
Con el tiempo entró en etapa digital con programación contemporánea, como la difusión del rock peruano con el conocido Zona 103, y posteriormente Musicamanía. para géneros rock, pop y cumbia. Además que comenzó la digitalización de todo su material histórico desde 1952, distribuido entre 30 mil cintas y más de mil 200 casetes; este proceso incluye a Radio La Crónica, que fue confiscada por el oficialismo. Este se llevó a cabo por iniciativa del Centro de Producción de Radio para el Fomento de la Educación y la Cultura.
En 2017 la emisora pasó a nombrarse simplemente como Nacional. Además se lanzó dentro del sitio web de Radio Nacional, Nacional Memoria, en el cual, se guardan los archivos de Radio Nacional. Además, se formó Nacional Producciones para la elaboración de contenido homenaje a personajes ilustres. Uno de ellos es Vallejo, al pie del orbe, estrenado en el mismo 2017, y que contó la colaboración estelar de Gisela Valcárcel recitando una de las poesías de César Vallejo. Posteriormente continuó con Nicomedes, contra amarguras y penas (2019) y Victoria Santa Cruz: Me gritaron negra (2022).
En 2019, decidió renovarse con nuevos programas, también renovó su logo junto con su radio hermana Radio La Crónica, usando incluso el logo del Sistema de Medios Públicos del IRTP. En ese año lanzó su nuevo proyecto de información regional, en Arequipa y Pucallpa. Un caso similar ocurrió en 2022 con Cuatro suyos a cargo de Manuel Bejarano. Además se produjo radionovelas en formato corto con los actores Regina Alcóver, Mari Pili Barreda, Gloria María Ureta, Carlos Victoria, entre otros; además de especiales por el Bicentenario del país.
Desde el 30 de enero de 2020, esta estación radial también emitió en el múltiplex de TV Perú en el subcanal 2 (como Nacional TV), según la frecuencia designada en cada región del país. Luego, el 17 de marzo de 2020, dicha señal televisiva fue reemplazada por la señal espejo de TV Perú.

#### Administración de Ninoska Chandia
En 2023, la directora corporativa Ninoska Chandia (del gobierno de Dina Boluarte) eligió a Gilbert Llapapasca Cunya como director de la radio. Seguidamente, la directiva de la IRTP anunció la cancelación de programas culturales sin especificar sus motivos; en su lugar, Llapapasca utilizó como justificación al legado de Hugo Coya, «quien siempre ha sido caviar». La cancelación extendió a la longeva revista cultural, ocupada en sus últimos años por Celeste Acosta. La congresista Norma Yarrow calificó a la gestión de Llapapasca como abuso de autoridad.
En septiembre de 2023, la señal 7.2 de TV Perú cambió su señal a Radio Nacional en audio.
El 17 de enero de 2024, la emisora se transmitió desde el Hub Satelital, junto con los canales del IRTP.
El 30 de enero de 2024, su aniversario, se relanzó Radio Nacional TV, aunque en una parte solo transmitió TV de lunes a viernes de 5 a.m. a 2 p.m.. El resto de su programación todavía es audio, después de un año, pasan toda su programación en vivo hasta las 11 p.m.
El 20 de junio de 2025, Radio Nacional celebró los 100 años de su primera emisión en el Perú, a su vez siendo la primera estación radiofónica del país en comenzar operaciones. 

## Programación
Su programación radial combina los boletines gubernamentales con música producida en territorio nacional, en especial, la folclórica. Históricamente, ofreció espacios sobre conciertos sinfónicos de la Orquesta Sinfónica Nacional y charlas de temas educativos, incluida la Escuela del aire. En los años 1950, se enfocó en dos tipos de horarios. Por ejemplo, en la mañana centrada solo en música clásica y en la tarde en el Teatro del aire (radionovelas), conciertos de música e informativos (incluidos boletines). En los años 1960, se extendió de seis de la mañana a medianoche con varios programas: boletines informativos cada hora con música peruana y clásica variada matizada con espacios dedicados a las artes, a la mujer y los jóvenes por la mañana y la tarde; por otro lado, estuvo el informativo Sucesos de la una de la tarde y campeonatos deportivos, eventos musicales y radioteatros en las noches, dependiendo del día de la semana.
En una investigación de su programación de Fiestas Patrias de 2010 (350 canciones), la revista Argumentos de IEP señaló que casi el 97 % correspondió a la música de origen costero.
Para 2023 consta de informativos y contenido de servicio público en la mañana, mixtos entre musicales de diversos géneros y actualizaciones de noticias en la tarde, culturales en la noche y archivos musicales en la madrugada. Este incluye o incluyó a programas de música criolla y andina como Esta música se pasa, con la conducción de Zoraida Arias Vásquez (promotora de talentos); El heraldo musical, con Manuel Acosta Ojeda; Encuentros de la radio, por la hija de Acosta, Celeste Acosta Román; Súbele el volumen, con Marco Romero; Déjame que te cuente, con Teresa Fuller Granda (hija de Chabuca Granda); Otra vez Avilés, con Lucy Avilés (hija de Óscar Avilés); entre otros. En 2006 el medio Caretas comparó el tratamiento de la programación cultural con su emisora hermana, Filarmonía.  En cuando al contenido servicio público, en 2020 se lanzó el programa de orientación psicológica Mentalízate Perú.
Además de los programas musicales, incluye programas de agenda cultural. Destaca el programa A mi manera, programa iniciado en 2013 por Patricia Salinas, cofundadora de La República y conocida crítica de arte. La apuesta fue una alternativa a los tradiciones programas de espectáculos al no depender en sus entrevistas de personajes conocidos por escándalos mediáticos. El programa tuvo la oportunidad de emitirse en simultáneo con TV Perú 7.3 y permaneció por cinco años, hasta su cancelación en 2018 «porque no había presupuesto».
Otros contenidos son distribuidos por la plataforma de pódcast, estrenado en la web en 2019.

## Logotipos

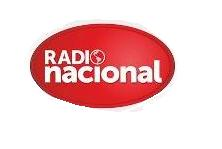
2012-2013
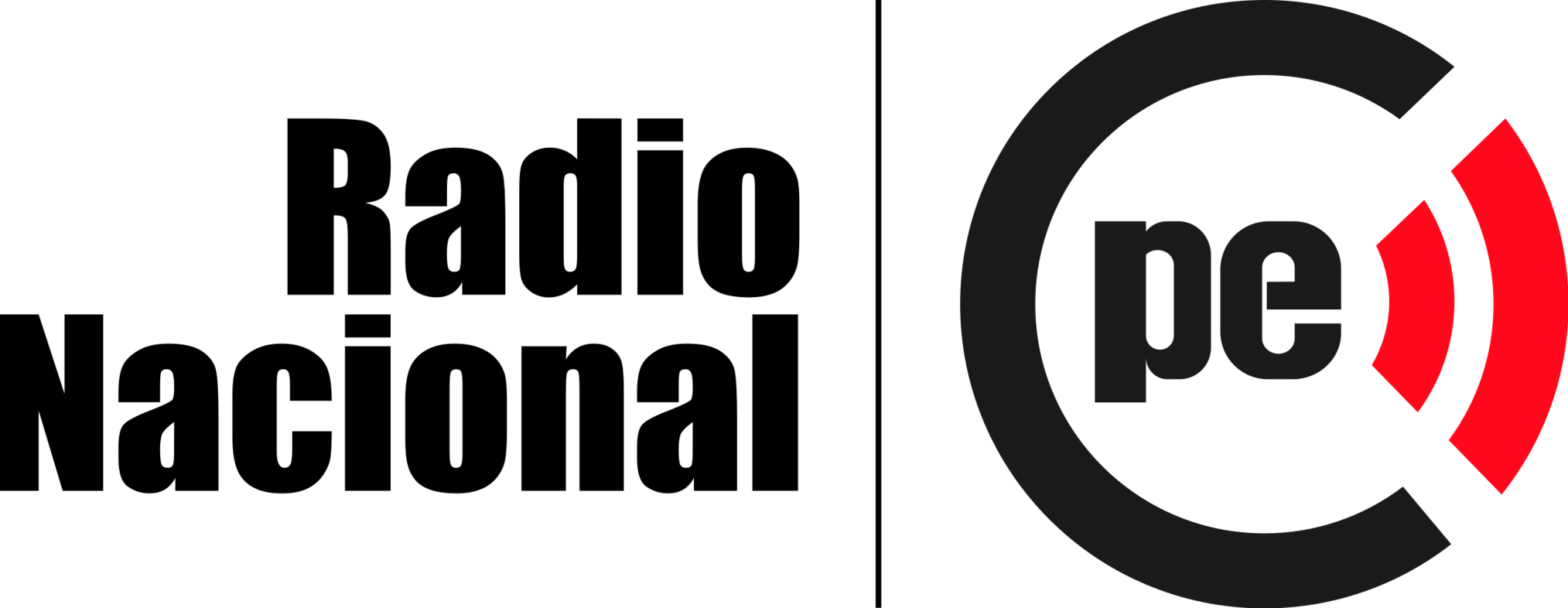
2013-2017
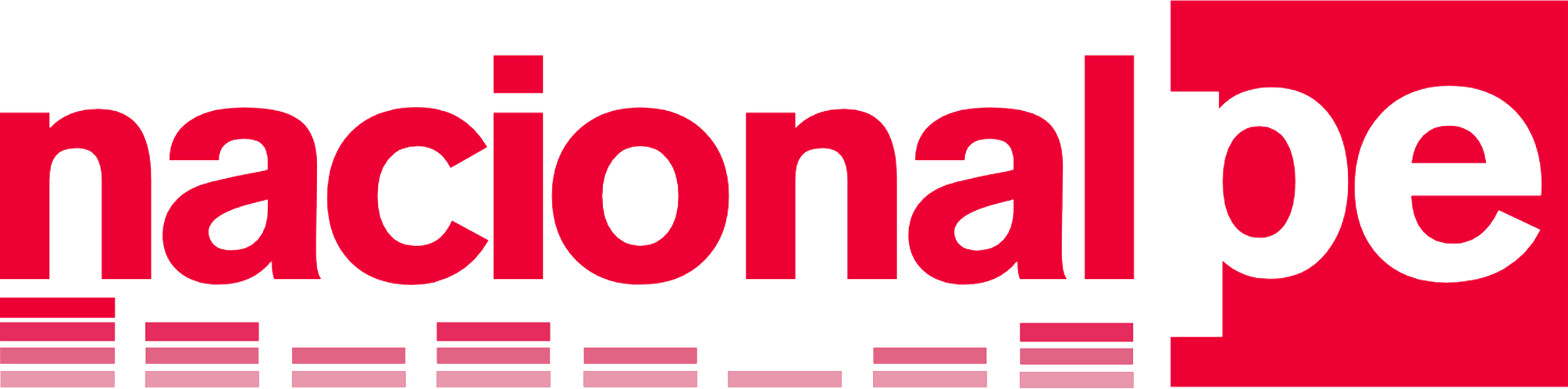
2019-2021
2021-2022
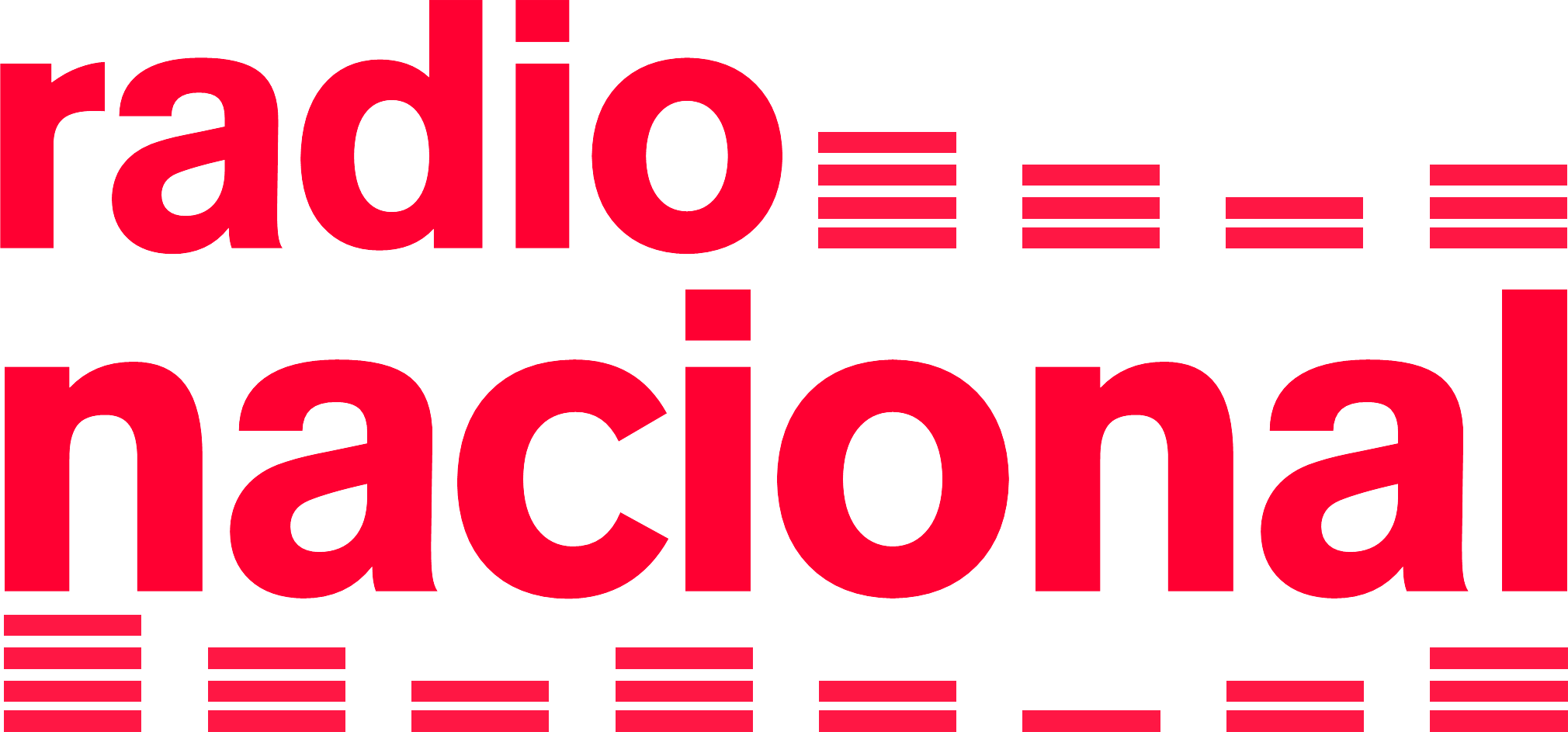
2022-2023
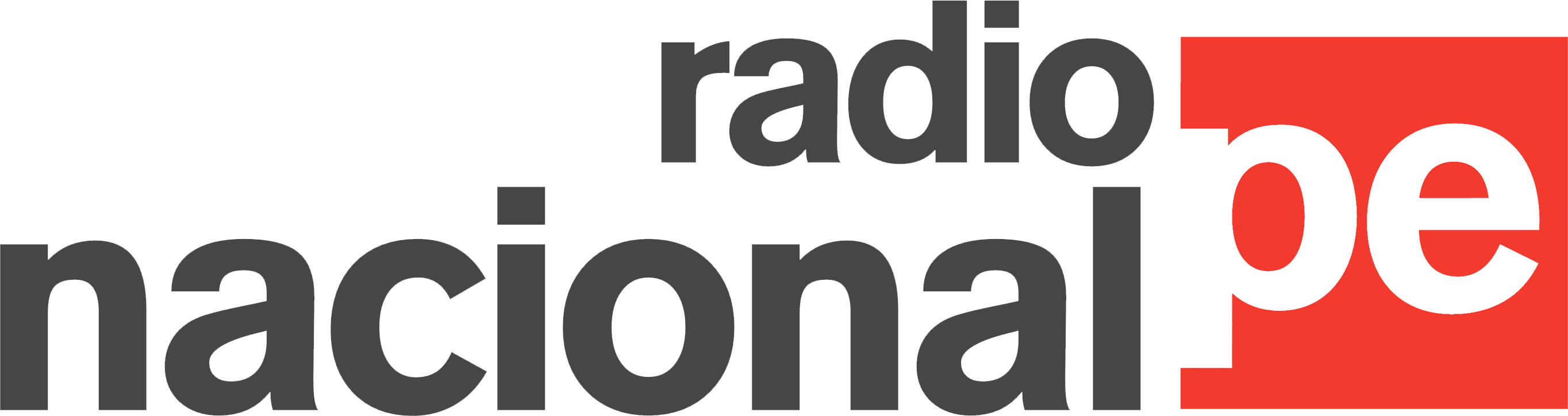
2023-presente

## Eslóganes
- 2000-2006: La radio del Perú
- 2006-2008: Lo mejor del Perú
- 2008-2010: Estamos donde tú estás
- 2010-2012: Estamos cambiando
- 2012-2014: La auténtica radio del Perú
- 2014-2017: Tu voz en la radio
- 2014-2017: La señal del Perú (usado por el Sistema de Medios Públicos PE)
- 2017-2018: La radio que nace cada día[93]
- 2018-2019: Lo mejor de lo que somos[94]
- 2019-2022: Nace cada día
- 2022-2023: La primera radio del Perú
- 2023-presente: Donde nadie más llega

. 2023 - 2025 radio nacional

## Locutores

### Anteriores
- Juan Sedó
- Benjamín Puente
- Augusto Ferrando[95][96]

## Cobertura
Radio Nacional tiene 70 emisoras repetidoras a nivel nacional, con más cobertura que otras emisoras.
- Abancay - 100.1 FM
- Acomayo - 100.7 FM
- Andahuaylas - 101.1 FM
- Andoas - 101.1 FM
- Arequipa - 92.5 FM
- Ayabaca - 89.1 FM / 850 AM
- Ayacucho - 97.9 FM / 1260 AM
- Ayaviri - 94.5 / 1080 AM
- Bagua - 91.3 FM
- Caballococha - 101.1 FM
- Cabana - 101.3 FM
- Cajamarca - 100.1 FM / 1050 AM
- Camaná - 89.3 FM
- Cañete - 92.9 FM
- Caravelí - 101.9 FM / 104.7 FM
- Cerro de Pasco - 99.3 FM
- Chachapoyas - 103.9 FM
- Chanchamayo - 95.9 FM
- Chiclayo - 101.7 FM
- Chimbote - 105.1 FM / 1020 AM
- Chincha - 101.7 FM
- Chivay - 103.7 FM
- Comas - 89.3 FM
- Cusco - 96.9 FM
- Desaguadero - 94.1 FM
- Huamachuco - 106.5 FM
- Huancabamba - 100.9 FM / 980 AM
- Huancavelica - 101.9 FM
- Huancayo - 97.9 FM
- Huanta - 104.7 FM
- Huánuco - 100.9 FM
- Huaraz - 100.5 FM
- Ica - 100.7 FM
- Ilave - 98.9 FM
- Ilo - 91.7 FM
- Iñapari - 102.5 FM
- Iquitos - 101.3 FM / 1120 AM
- Jaén - 101.1 FM
- Juli - 1010 AM
- Juliaca - 100.5 FM
- Lambayeque - 104.7 FM
- Lima - 103.9 FM / 850 AM
- Lunahuaná - 99.3 FM
- Majes - 102.1 FM
- Mollendo - 95.1 FM
- Moquegua - 101.5 FM / 1160 AM
- Moyobamba - 95.7 FM
- Nauta - 100.5 FM
- Nazca - 97.5 FM
- Omate - 100.1 FM / 1250 AM
- Oyón - 100.1 FM
- Pallasca - 101.3 FM
- Pampacolca - 102.5 FM
- Paucartambo - 100.1 FM
- Pisco - 90.9 FM
- Piura - 100.5 FM
- Pichanaki -  95.9 FM
- Pucallpa - 95.3 FM
- Puerto Lomas - 104.7 FM
- Puerto Maldonado - 101.3 FM / 710 AM
- Puno - 100.9 FM / 670 AM
- Puquio - 103.9 FM
- San Miguel - 100.3 FM
- Quillabamba - 99.9 FM /680 AM
- Santiago de Chuco - 100.1 FM
- Santo Tomás - 100.5 FM
- Satipo - 100.3 FM
- Sicuani - 103.3 FM
- Sivia - 104.7 FM
- Sullana - 100.1 FM
- Tacna - 99.9 FM / 830 AM
- Talara - 101.9 FM
- Tapúc - 104.5 FM
- Tarapoto - 103.9 FM
- Tingo María - 99.7 FM
- Tarata - 99.9 FM / 850 AM
- Trujillo - 89.7 FM / 720 AM
- Tumbes - 99.7 FM / 780 AM
- Urubamba - 102.5 FM
- Yauca - 101.9 FM
- Yungay - 101.3 FM
- Yurimaguas - 98.9 FM
- Zarumilla - 107.3 FM[97]

Anteriores
- Quillabamba - 97.3 FM
- Lima - 1320 AM
- Santiago de Chuco - 99.7 FM
- Iñapari - 99.7 FM